# Хуан Тепано
Хуан Тепано ( исп. Juan Tepano Rano ʻa Veri ʻAmo, 4 марта 1867 — 8 ноября 1947) — был лидером народа рапануи на острове Пасхи. Он помогал европейским и американским ученым в изучении культуры и истории острова Пасхи.

## Происхождение
Хуан Тепано родился 4 марта 1867 года. Его отцом был вождь Иовани Рано. Хуана воспитывала его бабушка (иногда называемая его матерью) Вери 'Амо (или Вериамо), которая родилась в 1830 году и умерла в 1936 году. Хуан Тепано был из клана Тупахоту, а его бабушка была из клана Уреохей.
Первоначально он был назван Тепано Рано, после крещения он принял имя Хуан, а своё имя Тепано он использовал в качестве своей фамилии.

## Биография
В конце 1898 или в начале 1899 года Хуан Тепано сопровождал короля Симеона Риро Кайнга в Вальпараисо. Король хотел выразить недовольство правительству Чили по поводу деятельности компании Уильямс-Балфур, которая владела большей частью земли на аннексированном Чили острове Пасхи. Также рапануйцы планировали присоединиться к Майполскому полку чилийской армии, чтобы принять участие в Тихоокеанской войне. Однако вскоре после приезда король начал сильно злоупотреблять алкоголем и вскоре умер.
К 1901 году после службы в чилийской армии Тепано вернулся на остров Пасхи. В 1902 году он был назначен старостой деревни. В апреле 1911 года офицеры чилийского военно-морского корвета «Baquedano» попытались объявить его королем острова Пасхи, однако ни один из островитян, включая самого Тепано, серьезно не воспринял эту церемонию.
В 1914-1915 годах Хуан Тепано оказал помощь экспедиции английского антрополога Кэтрин Рутледж. После этого помогал швейцарскому антропологу Альфреду Метро, который посетил остров Пасхи между 1934 и 1935 годами.
Хуан Тепано умер 8 ноября 1947 года в возрасте 80 лет.